# Abbaye de Thyrnau
L'abbaye de Thyrnau est une abbaye de sœurs cisterciennes située à Thyrnau en Bavière, dépendant du diocèse de Passau.

## Histoire
Thyrnau était le siège d'un ministériel de Passau au Moyen Âge. Le prince-évêque Johann Philipp von Lamberg acquiert les bâtiments en 1692 du baron Schätzl zu Watsmannsdorf qui sont reconstruits après 1714 par le maître d'œuvre Domenico d'Angeli. Le prince-évêque Leopold Ernst von Firmian agrandit le château en 1763, rehausse la toiture avec un clocheton et une horloge. Le château et son domaine sont sécularisés entre 1802 et 1803 et entrent dans les possessions de la couronne de Bavière.
Le château, qui était devenu un relais de chasse du roi de Bavière, est vendu en 1902 aux cisterciennes françaises et germanophones de Saint-Joseph de Vézelise, chassées par les lois anti-catholiques de la IIIe République. Les religieuses avaient fondé leur abbaye en 1245 à Rathausen, près de Lucerne, dont elles avaient été chassées en 1848 et avaient trouvé refuge à Vézelise en 1876.
Les cisterciennes modifient l'agencement du château entre 1910 et 1914 pour y construire un cloître, une église et une hôtellerie. La communauté obtient le rang d'abbaye en 1925, sous le patronage de Notre-Dame de l'Assomption. Les religieuses vivent de la fabrication d'ornements liturgiques et de paramentique. Elles fondent une communauté-fille en Bolivie, à Apolo, en 1929.

## Abbesses
- Juliana Füglister (1890-1919), première prieure de Thyrnau
- Juliana Meier (1919-1949), prieure puis première abbesse à partir de 1925

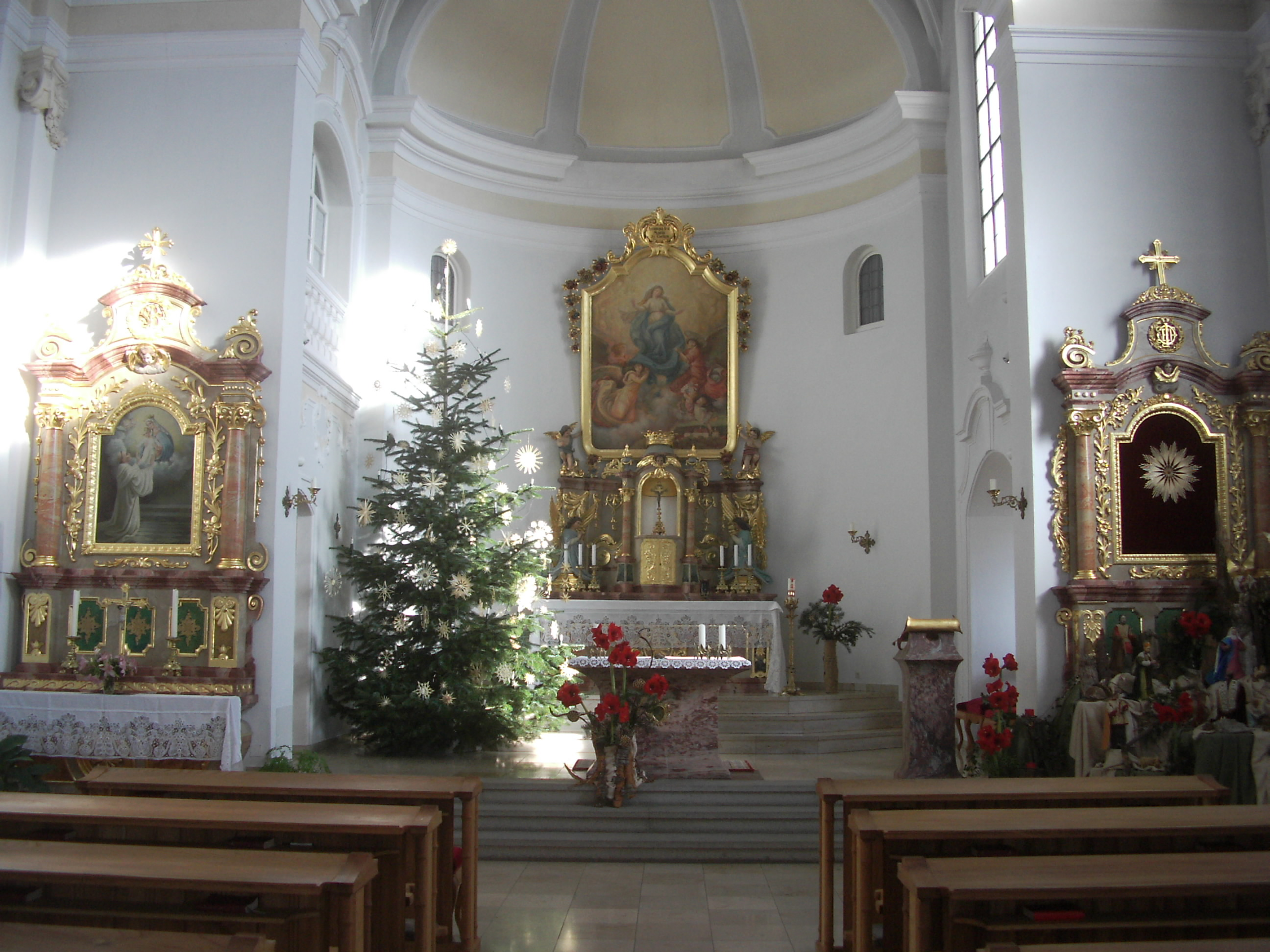
Vue du chœur de l'église

- Ludwigis Baumgartner (1949-1970)
- Mechtildis Wieth (1970-1982)
- Caritas Baumgartner (1982-2002)
- Mechtild Bernart (depuis 2002)

## Source
- (de) Cet article est partiellement ou en totalité issu de l’article de Wikipédia en allemand intitulé « Kloster Thyrnau » (voir la liste des auteurs).